# 温沙伊特
伯恩哈特·温沙伊特（Bernhard Windscheid，1817年7月26日—1892年10月26日），也译作温德沙伊德、温德赛或温德希德，19世纪德国最重要的法学家之一。

## 生平

### 出生和教育
温沙伊特生于杜塞尔多夫。最初在柏林学习语言学，但在听了萨维尼的课程之后，受萨维尼的影响旋即决定改学法学。在1834到1836年间他先后在柏林和波恩学习法学，后来在1836年返回柏林结束了本科课程。1837年他通过了第一次司法考试，随即在杜塞尔多夫的邦法院（Landgericht）担任实习法官。

### 学术道路
温特沙伊德于1838年12月22日在波恩大学获得博士学位，论文题目为“De valida mulierum intercessione”。1840年在波恩通过了教授资格论文答辩，题目是“Zur Lehre vom Code Napoléon von der Ungültigkeit der Rechtsgeschäfte”。自那时起，他作为编外教授（außerordentlichen Professor）在波恩讲授罗马法和法国法。1847年以后，他先后在巴塞尔大学，1852年起在格莱夫斯瓦尔德大学，1857年起在慕尼黑大学、1871年起接替凡格罗夫（Adolph von Vangerow）于海德堡大学任教。1874年温沙伊特从海德堡转到莱比锡大学任教直到去世。

## 功绩
由于在同时代的法学者中享有极高的声誉，根据巴登邦的提议，温特沙伊德在1874年成为了《德国民法典》第一草案的起草委员会成员，并在第一委员会任职到1883年。由于温特沙伊德的主要观点是，德意志帝国应当把罗马法作为整体全部接受，因此他的经典著作三卷本《潘德克顿法教科书》（Das Lehrbuch des Pandektenrechts，第一版出版于1861年）对民法典第一草案具有决定性的影响。由于这本教科书对罗马法的描绘是如此的清楚透彻、条理明晰，以至于在1900年《德国民法典》生效之前，它甚至起着代法典的作用。这本教科书对学说汇纂（Pandekten）进行了严格而系统化的描述，完全为满足当时的实践需求，而且放弃了早年间保守的历史法学派学者专注于历史研究而不考虑实践的方法，只考虑为了实践的目的而编排罗马法。温特沙伊德的教科书在他的那个时代的地位，甚至比今天的帕兰特（Palandt）《德国民法典评注》还要高些。1900年后，在Theodor Kipp的整理下该书又发行过两版。
温特沙伊特对法学最大的贡献之一是提出了延用至今的实体法意义上的请求权（Anspruch）概念，并使之与罗马法里以纯粹程序法形式存在的诉求权（拉丁文）区分开。这是他在1856年出版的《现代法视野下的罗马民法中的actio（Die actio des römischen Civilrechts vom Standpunkte des heutigen Rechts）》书中的创新。
温特沙伊德在他的著作《罗马法理论中的“前提（Die Lehre des römischen Rechts von der Voraussetzung）”》中试图为当时的法体系加入“前提Voraussetzung”这个概念。“前提”是一种崭新的意思限制（Willensbeschränkung）的形式。里面为后来法学家保罗·约尔特曼（Paul Oertmann）提出“契约缔结行为基础的丧失”（Wegfalls der Geschäftsgrundlage）的理论奠定了基础。此理论现规定于《德国民法典》第313条(§313 BGB)中。

## 纪念
1890年，温特沙伊特成为莱比锡的荣誉市民。1911年是，莱比锡的一条街道也被以他的名字命名。以他的名字命名的街道还出现在Berlin-Charlottenburg（1897年起），杜塞尔多夫的Düsseltal（1903年起）。

## 著作
- De valida mulierum intercessione. Bonn 1838
- Zur Lehre des Code Napoleon von der Ungültigkeit der Rechtsgeschäfte. Düsseldorf 1847
- Die Lehre des römischen Rechts von der Voraussetzung. Düsseldorf 1850
- Die actio des römischen Civilrechts vom Standpunkte des heutigen Rechts. Düsseldorf 1856
- Carl Georg von Waechter Leipzig 1880
- Über den Begriff der Voraussetzung. In: Archiv für die civilistische Praxis. 78. Band, 1892, S. 161–202
- Gesammelte Reden und Abhandlungen. Leipzig 1904
- Lehrbuch des Pandektenrechts in drei Bänden. Mit Anmerkungen von Theodor Kipp, 9. Auflage, Leipzig 1906 (Erstauflage 1862–1870)